# Alan Pérez Lezaun
Alan Pérez Lezaun (Zurukuain, Deierri, 15 de juliol de 1982) és un ciclista navarrès, ja retirat, professional del 2005 al 2012. Debutà a l'equip Orbea el 2005 i el 2006 fitxà per l'Euskaltel-Euskadi
En el seu palmarès destaca una victòria en una etapa de la Volta a Navarra de 2004 i una segona posició en una etapa del Giro d'Itàlia de 2008.

## Palmarès
- 2004
  - Vencedor d'una etapa de la Volta a Navarra

### Resultats al Tour de França
- 2009. Fora de control (19a etapa)
- 2010. 129è de la classificació general
- 2011. 94è de la classificació general

### Resultats a la Volta a Espanya
- 2007. 94è de la classificació general
- 2008. 69è de la classificació general
- 2009. 92è de la classificació general

### Resultats al Giro d'Itàlia
- 2008. 72è de la classificació general